# Pleistarchos
Pleistarchos byl syn spartského krále Leónida (padl v bitvě u Thermopyl) a jeho manželky Gorgó, která byla zároveň jeho neteří.
To, kdy se Pleistarchos ujal samostatné vlády není známo, ale pravděpodobně to bylo po roce 478 před Kr., kdy byl Pausanias po řecké expedici na Kypr proti perské posádce obviněn z properských sympatii a odsouzen k pokutě. V témže roce se Pausanias vzdal regentství a opustil Spartu. Během vlády Pleistarcha bylo ve Spartě v roce 464 před Kr. velké zemětřesení, které způsobilo velké ztráty na lidských životech. To využili Messénčané, kteří povstali proti Spartě. Sparťané potřebovali celých osm let, dokud tuto třetí messénskou válku ukončili pod velením jeho spolukrále Archidama. V roce 458 před Kr. Pleistarchos v mladém věku zemřel. Protože neměl následníka po meči, za jeho nástupce určili efoři Pleistoanaxe, syna jeho bývalého regenta Pausania. 
Ve filmu 300: Bitva u Thermopyl postavu Pleistarcha ztvárnil Giovani Cimmino.